# Quacquarelli Symonds
Quacquarelli Symonds, skrótowiec QS – firma specjalizująca się w zakresie szkolnictwa wyższego i studiów zagranicznych, założona w 1990 przez Nunzio Quacquarelliego. Najbardziej znana jest z publikowania co roku Światowych Rankingów Uniwersyteckich QS.
Ma biura w Londynie (główna siedziba znajduje się w  Hampstead), Nowym Jorku, Paryżu, Singapurze, Stuttgarcie, Bostonie, Waszyngtonie, Sydney, Szanghaju, Johannesburgu i Alicante.

## Ranking uniwersytetów
W 2004 firma Quacquarelli Symonds, współpracując z „The Times”, po raz pierwszy opublikowała ranking uczelni na świecie (pod nazwą Times Higher Education–QS World University Rankings). Współpraca obu instytucji trwała do ogłoszenia rankingu w 2009 – od 2010 opracowują one własne zestawienia. W 2011 Światowe Rankingi Uniwersyteckie QS zostały podane do ogólnej wiadomości on-line.